# Krasni Pàkhar
Krasni Pàkhar - Красный Пахарь (rus) - és un khútor de la República d'Adiguèsia, a Rússia. És a 24 km a l'oest de Guiaguínskaia i a 21 km al nord-est de Maikop. Pertany al municipi de Serguíevskoie.